# 岩手縣立美術館
岩手縣立美術館（日语：いわてけんりつびじゅつかん）是位於日本岩手縣盛岡市的一座美術館，建築共有兩層。

## 历史
美術館開業於2001年10月，位於盛岡站西側的盛岡市中央公園，主要展示萬鐵五郎、松本竣介、舟越保武等和岩手縣有關的美術家的作品。

## 外部連結
- 岩手県立美術館 （页面存档备份，存于）